# Tõnu Kaljuste
Tõnu Kaljuste, född 28 augusti 1953, är en estnisk dirigent. Kaljuste är utbildad i Tallinn och S:t Petersburg. Han var Radiokörens chefsdirigent 1994-2000. Kaljuste är sedan 1999 ledamot av Kungliga Musikaliska Akademien.